# غسان الحسن
غسان الحسن كاتب وشاعر أردني من أصل فلسطيني ولد عام 1944م، عمل في تدريس اللغة العربية في المدارس الثانوية في الأردن وليبيا والإمارات منذ 1966 إلى 1977، وشغل منصب رئيس قسم التأليف والنشر ونائب مدير الإدارة الثقافية في «وزارة الإعلام والثقافة في أبوظبي» من 1977 إلى 2005، وعمل مشرف أدبي في «مجلة الصقار»، وهو مؤسس ورئيس «المنتدى الثقافي العربي» في «الجمعية الأردنية» بين 1988 و1991، وهو عضو لجنة تحكيم «مسابقة شاعر المليون»، وباحث في التراث الشعبي الإماراتي، ومستشار الأدب الشعبي في أكاديمية الشعر في «هيئة أبوظبي للتراث والثقافة» منذ 2006 والتي تضم أكاديمية الشعر التي تدير برنامج شاعر المليون وأمير الشعراء على قناة أبوظبي الفضائية.
كان عضواً في كل من «الهيئة الاستشارية لمجلة الفن والتراث الشعبي»، و«مجلة معالم ثقافية»، وعمل ككاتب مقال في كل من «مجلة درة الإمارات»، و«مجلة الرياضة والشباب» بين 1992 و1999، و«مجلة الصدى» بين 1999 و2003، وعضو في «هيئة تحرير موسوعة الفلكلور الفلسطيني»، و«الهيئة الاستشارية لوضع الإستراتيجية الوطنية لتقدم المرأة».
من مؤلفاته: «الموسوعة العلمية للشعر النبطي» المكونة من ثلاثة عشر جزءاً، و«شعر ومقناص»، و«الشعر النبطي في موكب الشيخ زايد»، و«التغرودة الإماراتية: دراسة علمية في فن التغرودة في التراث الشعبي الإماراتي»، و«ديوان التغرودة الإماراتية: تغاريد من الإمارات»، و«حضارة الشعر في بادية الإمارات».

## التعليم
حصل على ليسانس اللغة العربية وآدابها من كلية الآداب جامعة عين شمس بالقاهرة في 1966، وحصل على ماجستير في نفس المجال في فبراير 1974، وحصل على درجة الدكتوراه في يوليو 1987م من كلية الآداب جامعة عين شمس بالقاهرة.

## مؤلفات
صدرت له عدة أعمال منها:
- «الدكتور مانع سعيد العتيبة في شعره النبطي: دراسة أدبية» صدر عام 1999.[5]
- «شعر ومقناص من الإمارات والخليج»، هيئة أبو ظبي للثقافة والتراث، أكاديمية الشعر، أبو ظبي، 2009.[6]
- «الشعر النبطي في موكب الشيخ زايد»، أكاديمية الشعر، 2015، عدد الصفحات:144.[7]
- «ديوان التغرودة الإماراتية: تغاريد من الإمارات»، أكاديمية الشعر في لجنة إدارة المهرجانات والبرامج الثقافية والتراثية، 2015، عدد الصفحات: 507 صفحة من القطع المتوسط.[8]
- «التغرودة الإماراتية: دراسة علمية في فن التغرودة في التراث الشعبي الإماراتي»، أكاديمية الشعر في لجنة إدارة المهرجانات والبرامج الثقافية والتراثية، 2008.
- «حضارة الشعر في بادية الإمارات»، هيئة أبو ظبي للثقافة والتراث، أكاديمية الشعر، أبو ظبي، 2008، عدد الصفحات:265.[9]
- «مبادئ توزين القصيدة النبطية وعيوب الوزن»، أكاديمية الشعر، 2020، عدد الصفحات:200.[10]
- «مختصر أوزان الشعر النبطي»، أكاديمية الشعر، 2020، عدد الصفحات:205.[11]
- «الشعر النبطي في منطقة الخليج: دراسة علمية» وزارة الإعلام والثقافة، الإدارة الثقافية، 2003.[12]
- «الشعر النبطي في منطقة الخليج والجزيرة العربية - القسم الأول»، 2020، عدد الصفحات:606.[13]
- «الشعر النبطي في منطقة الخليج والجزيرة العربية - القسم الثاني»، 2020، عدد الصفحات:517.[14]
- «معزوفات على قصائد نبطية - الجزء الأول»، هيئة أبو ظبي للثقافة والتراث، أكاديمية الشعر، أبوظبي، 2009 عدد الصفحات:476.[15]
- «معزوفات على قصائد نبطية - الجزء الثاني»، أكاديمية الشعر، 2010، عدد الصفحات:433.[16]
- «بنت بن ظاهر: أبحاث في قصيدتها وسيرتها الشعبية»، تأليف غسان الحسن، وعلي بن تميم، وسلطان العميمي، هيئة أبو ظبي للثقافة والتراث «أكاديمية الشعر»، أبوظبي، 2008.[17]
- «المعمار الفني في اشعار الشيخ محمد بن راشد أل مكتوم»، لجنة إدارة المهرجانات والبرامج الثقافية والتراثية، أكاديمية الشعر، أبوظبي، 2017.[18]
- «الشعر النبطي وشعر الفصحى: تراث واحد: دراسة في علاقات الشعر النبطي بشعر الفصحى»، هيئة أبو ظبي للثقافة والتراث، أكاديمية الشعر، 2010، عدد الصفحات:246.[19]
- «بنت بن ظاهر أبحاث في قصيدتها وسيرتها الشعبية»، أكاديمية الشعر، 2018، عدد الصفحات:186.[20]
- «تجليات الغوص في الشعر النبطي في دولة الإمارات العربية المتحدة»، أكاديمية الشعر، 2011، عدد الصفحات:473.[21]
- «حديث الفرائد من أشعار الشيخ زايد»، أكاديمية الشعر، 2015، عدد الصفحات:245.[22]
- «غانم القصيلي»، أكاديمية الشعر، 2008، عدد الصفحات:264.[23]
- «الموسوعة العلمية للشعر النبطي»، لجنة إدارة المهرجانات والبرامج الثقافية والتراثية، أكاديمية الشعر، أبوظبي، 2018.[24]

سلسلة شعراء من الإمارات:
- «ديوان ابن جبران»، محمد بن حميد بن جبران السويدي، إشراف مصبح الكندي، تحقيق وشرح غسان الحسن، نادي تراث الإمارات، لجنة الشعر الشعبي، أبوظبي، 2002.[25]
- «ديوان بن مسلم»، تأليف راشد بن سالم بن مسلم المنصوري، إشراف الكندي مصبح الكندي، جمع وإعداد فالح حنظل ومحمد إبراهيم الحديدي وغسان الحسن، نادي تراث الإمارات، لجنة الشعر الشعبي، أبوظبي، 2003.[26]
- «ديوان جارف الشوق»، للشاعر محمد إبراهيم الحديدي، إشراف العصري بن كراز المهيري، إعداد وشرح محمد بن إبراهيم الحديدي وغسان الحسن، نادي تراث الإمارات، لجنة الشعر الشعبي، أبوظبي، 2006.[27]

## جوائز
كرّم بحصوله على جائزة أبو ظبي عام 2015.